# 上末站

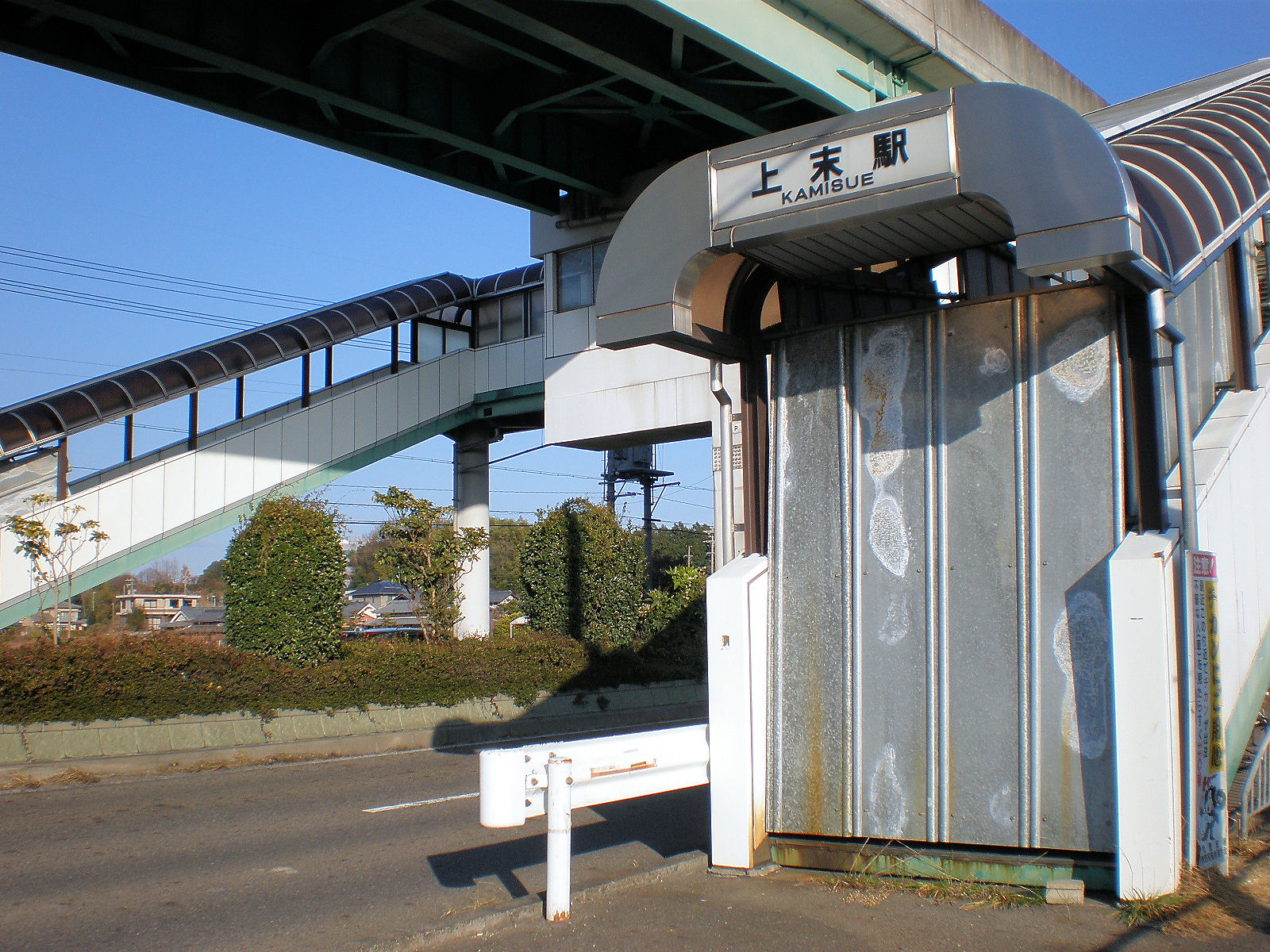
已廢站的上末車站南口，廢站後天橋入口已被直接封閉（2009年1月4日摄）。

上末站（日语：／ Kamisue eki */?）是一個曾存在於日本爱知县小牧市大字上末，由桃花台新交通株式会社經營的輕軌捷運系統（新交通）車站，是已廢線的桃花台线沿線的一座高架车站。

## 车站结构
车站位于日本155号国道中间，车站为岛式站台1面2线高架车站，车站无人值守但有闸机，全站安装屏蔽门。

## 历史
- 1991年3月25日 - 启用
- 2006年10月1日 - 停用